# Ari Coelho de Oliveira
Ari Coelho de Oliveira, (Baúzinho, 10 de fevereiro de 1910 - Cuiabá, 21 de novembro de 1952), foi um médico e político mato-grossense, tendo ocupado o cargo de prefeito de Campo Grande. No exercício da função, foi morto por Alcy Pereira Lima com um tiro no rosto, em Cuiabá, quando participaria da convenção do seu partido para sua provável escolha como candidato ao governo de Mato Grosso.